# Казанцево (Романовский район)
Каза́нцево — село, административный центр Казанцевского сельского поселения Романовского района Алтайского края Российской Федерации.

## История
Основано в 1880 году. В 1928 году состояло из 303 хозяйств, основное население — русские. Центр Казанцевского сельсовета Мамонтовского района Барнаульского округа Сибирского края.

## Население
| 1926 | 2001 | 2002 | 2003 | 2004 | 2005 |
| ---- | ---- | ---- | ---- | ---- | ---- |
| 1539 | ↘468 | ↗471 | ↘466 | ↘430 | ↘423 |
| 2006 | 2007 | 2008 | 2009 | 2010 | 2011 |
| ↘415 | ↘382 | ↘349 | ↘343 | ↘337 | ↘336 |
| 2012 | 2013 | 2014 | 2015 | 2016 | 2017 |
| ↘320 | ↘297 | ↘294 | ↘287 | ↘283 | ↗293 |
| 2018 | 2019 | 2020 | 2021 |      |      |
| ↘278 | ↘276 | ↘273 | ↘272 |      |      |

## Экономика
По инициативе сельских коммунистов, бедняков в 1929 году была образована первая коммуна.
В начале 30-х годов на территории села было образовано два колхоза: «Доброволец» и «Красный партизан».
В 1993 г. земля и имущество казанцевского отделения вошли в состав одного из товариществ с ограниченной ответственностью.